# میوترگوس
میوترگوس (نام علمی: Myotragus balearicus) نام یک گونه از تیره گاوان است.